# Fair Lakes (Virginia)
Fair Lakes es un lugar designado por el censo situado en el condado de Fairfax, Virginia  (Estados Unidos). Según el censo de 2020, tiene una población de 8404 habitantes.
En los Estados Unidos, un lugar designado por el censo (traducción literal de la frase en inglés census-designated place, CDP) es una concentración de población identificada por la Oficina del Censo exclusivamente para fines estadísticos.
En este caso, es un desarrollo inmobiliario de uso mixto, compuesto de apartamentos residenciales de lujo y edificios comerciales, que a todos los efectos prácticos es parte de la ciudad de Fairfax.

## Demografía
Según el censo de 2020, el 40.3% de los habitantes son blancos, el 9.6% son afroamericanos, el 0.2% son amerindios, el 37.2% son asiáticos, el 0.1% son isleños del Pacífico, el 3.2% son de otras razas y el 9.4% son de una mezcla de razas. Del total de la población, el 8.4% son hispanos o latinos de cualquier raza.